# Bryan Garris
 (août 2025).
Bryan Garris (né le 6 septembre 1993) est un musicien américain, principalement connu comme chanteur du groupe de punk hardcore Knocked Loose, fondé en 2013. Il participe activement aux enregistrements et aux tournées du groupe, contribuant à leur ascension en tant qu’acteur majeur de la scène hardcore contemporaine.

## Carrière
En 2013, Garris a cofondé Knocked Loose dans le comté d'Oldham, au Kentucky, avec d'autres musiciens locaux. Le groupe a publié plusieurs enregistrements, parmi lesquels :
- Laugh Tracks (2016)
- A Different Shade of Blue (2019)
- A Tear In The Fabric of Life (2021)
- You Won't Go Before You're Supposed To (2024)[1]

La voix de Garris constitue un élément central du son du groupe, et son style a été fréquemment mentionné dans des critiques et interviews. Dans un entretien accordé en 2024, il a évoqué le processus créatif du groupe ainsi que l’évolution de leur son.

### Autres projets
Garris a auparavant été bassiste du groupe hardcore Heartstopper, qu’il avait formé avec trois anciens membres de Nine Eyes. Le batteur de Heartstopper était Isaac Hale, également guitariste de Knocked Loose.
Garris joue de la basse dans le supergroupe hardcore Straight edge XweaponX (également appelé Weapon X). Le groupe a été formé par Garris, le guitariste Isaac Hale (également membre de Knocked Loose), le batteur Trey Garris (frère de Bryan et membre du groupe Deathcore (Gates To Hell), ainsi que le chanteur Dave Baugher. Le 13 mars 2023, le groupe a créé la surprise en sortant un split EP avec World Of Pleasure, marquant la première apparition du guitariste Bo Lueders (de Harm's Way) au sein de XweaponX. Le groupe a publié sa deuxième démo le 18 avril 2025.
Le 13 mai 2022, Garris a collaboré au single « Slaughterhouse » du groupe Motionless in White. Knocked Loose a ensuite enregistré sa propre suite de You Won't Go Before You're Supposed To, intitulée « Slaughterhouse 2 », avec la participation du chanteur de Motionless in White, Chris Motionless.

## Impact musical
Sous la direction de Garris, Knocked Loose s’est fait connaître pour ses performances scéniques intenses et a joué un rôle majeur dans le renouveau du punk hardcore et du metalcore aux États-Unis. Les critiques ont souligné l’énergie et l’agressivité du style que Garris insuffle au groupe, renforçant ainsi leur influence sur la scène hardcore contemporaine.

## Discographie

### Avec Knocked Loose
- Pop Culture (2014)
- Laugh Tracks (2016)
- A Different Shade of Blue (2019)
- A Tear in the Fabric of Life (2021)
- You Won't Go Before You're Supposed To (2024)